# El gorro de cascabeles
El gorro de cascabeles (en siciliano, A birritta cu’ i ciancianeddi; en italiano, Il berretto a sonagli) es una obra de teatro en dos actos del dramaturgo italiano Luigi Pirandello, escrita en 1916 y estrenada en 1917 . Escrita inicialmente en idioma siciliano, con el título de A birritta cu' i ciancianeddi, en 1918 el autor lo tradujo al italiano. Además, en 1936 Eduardo De Filippo hizo una adaptación al idioma napolitano. Está basada en las novelas del propio autor Certi obblighi y La veritá.

## Argumento
Ambientada en Sicilia, centrada en la historia de Beatrice Fiorica, una mujer que se derrumba al descubrir que su marido, el Caballero Fiorica, le es infiel con la joven Nina. Desconsolada, pretende denunciar a la pareja infiel ante la autoridad, representada por el Delegado Spano. Sin embargo, el marido de Nina, el anciano Scampa, empleado del Caballero Fiorica, conocedor y consentidor del adulterio, intenta disuadirla de presentar denuncia, aconsejándola que razone con la cabeza en lugar de con el corazón, porque lo que realmente importa es guardar las apariencias.

## Representaciones destacadas
La versión en siciliano se estrenó en el Teatro Nazionale de Roma por la compañía de Angelo Musco el 27 de junio de 1917. La versión en italiano se representó por primera vez en Roma el 15 de diciembre de 1923. Volvió a montarse en el Teatro Eliseo de Roma en 1946 con Eduardo y Titina De Filippo. A destacar también el montaje de 1985, con Turi Ferro (Ciampa) e Ida Carrara (Beatrice). La televisión italiana ha realizado tres adaptaciones, a cargo respectivamente de Edmo Fenoglio (1970), Eduardo De Filippo (1981) y Luigi Squarzina (1985).
La primera representación en lengua española tuvo lugar en Buenos Aires en 1933, por la compañía de Luis Arata, con Leonor Rinaldi, llegándose a representar la pieza en presencia del autor. La televisión argentina realizó una versión emitida en 1971, con Margarita Corona, Narciso Ibáñez Menta, Raúl Rossi, Hilda Bernard, Emilio Comte y Elizabeth Killian.
En España se representó por primera vez el 17 de diciembre de 1924, en lengua catalana, en el Teatro Romea de Barcelona, con el título de El barret de cascavells. La pieza no volvió a los escenarios españoles hasta 1949, en esta ocasión al Teatro Gran Vía de Madrid, con Irene López de Heredia (Beatrice), Joaquín García León (Ciampa), Luis S. Torrecilla, Asunción Montijano, Mary González, Juan Cortés. Carmen Blázquez y Julieta Gil. Se volvió a montar en 1969 en el Teatro Reina Victoria de Madrid, en esta ocasión con el título de Testigo usted, testigos todos, en traducción de José Méndez Herrera e interpretado por Manuel Dicenta (Ciampa), Asunción Sancho, María Fernanda Ladrón de Guevara, Ana María Morales, Isabel Pradas, Carmen Robles, Pedro Hurtado y Lucio Romero. Existe también una versión para la pequeña pantalla, emitida por Televisión española en 1981, con realización de Antonio Chic e interpretada por Àngels Moll, Luis Fenton, Bartolomé Angelat, Elisenda Ribas y Rosa Romero.
En lengua francesa, con el título de Le Bonnet du fou no fue representada hasta 1978.